# Helsinki-Tempel

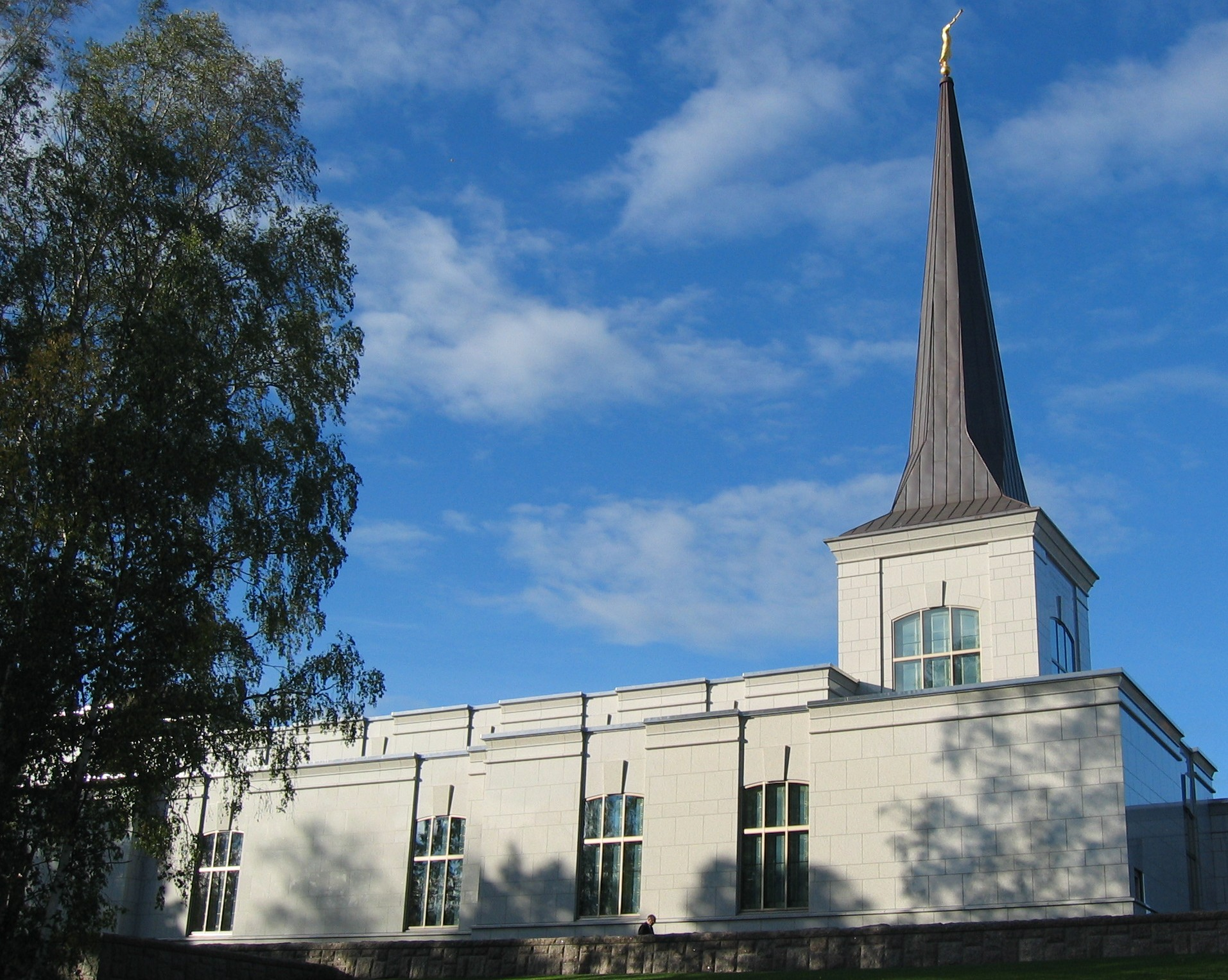
Der Helsinki-Tempel

Der Helsinki-Tempel ist der 124. Tempel der Kirche Jesu Christi der Heiligen der Letzten Tage, welcher in Nutzung ist. Der Tempel befindet sich in Leppäsillantie 3 in Espoo. Er hat eine Grundfläche von 1810 Quadratmetern und besitzt zwei Verordnungsräume und vier Siegelungsräume. Der Tempel diente einmal dem größten Tempelgebiet der Kirche, dies umfasste Finnland, die baltischen Staaten und ganz Russland. Er war der letzte Tempel, der von Gordon B. Hinckley geweiht wurde.

## Geschichte

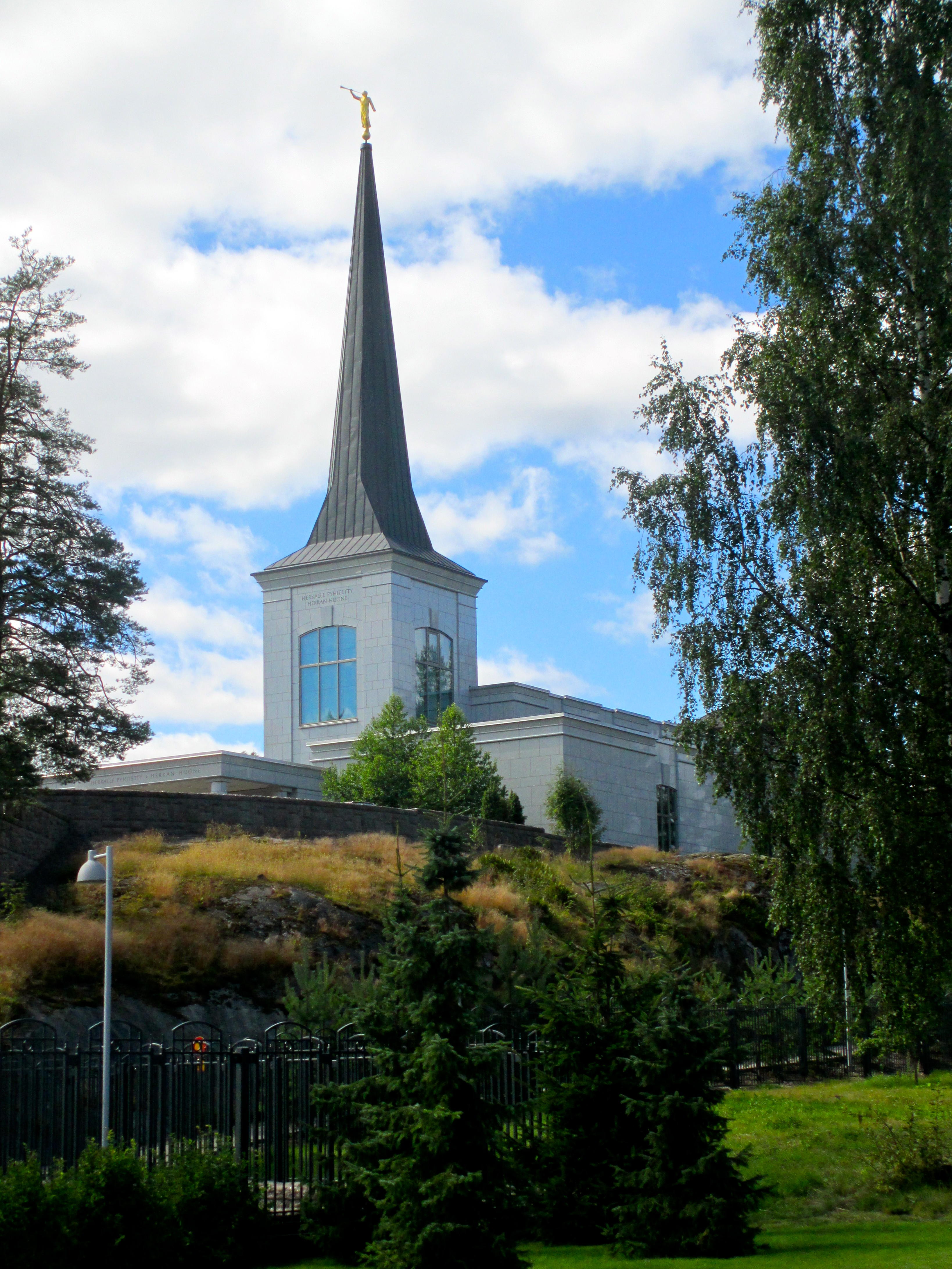

Die Erste Präsidentschaft verkündete am 2. April 2000, dass ein Tempel in Espoo in der Nähe von Helsinki in Finnland gebaut werden solle.
Am 29. März 2003 wurde eine Zeremonie abgehalten zur Grundsteinlegung und Weihung des Baugrundes. D. Lee Tobler, vom Zweiten Kollegium der Siebziger, hielt die Zeremonie und verkündete das Weihegebet auf dem Baugrund.
Ein offenes Haus wurde vom 21. September bis zum 7. Oktober 2006 gehalten, um der Öffentlichkeit die Möglichkeit zu geben, den Tempel zu besichtigen, bevor er geweiht wurde. Der Tempel wurde am 22. Oktober 2006 von Gordon B. Hinckley geweiht. Eine kulturelle Feier wurde am Abend davor abgehalten.